# EPIC 206114630
EPIC 206114630 — одиночная звезда в созвездии Водолея на расстоянии приблизительно 338 световых лет (около 104 парсеков) от Солнца. Видимая звёздная величина звезды — +11,299m.
Вокруг звезды обращается, как минимум, одна планета.

## Характеристики
EPIC 206114630 — жёлтый карлик спектрального класса G. Масса — около 0,897 солнечной, радиус — около 0,73 солнечного, светимость — около 0,31 солнечной. Эффективная температура — около 5056 К.

## Планетная система
В 2018 году командой астрономов, работающих с фотометрическими данными в рамках проекта Kepler K2, было объявлено об открытии планеты.